# Грубенманн, Иоганн Ульрих
Иоганн Ульрих Грубенманн (нем. Johann Ulrich Grubenmann; 1850–1924) – швейцарский минералог и петрограф.

## Биография
Родился 15 апреля 1850 года в коммуне Трогель швейцарского кантона Аппенцелль-Ауссерроден и был единственным выжившим ребёнком в семье Иоганна Каспара Грубенманна (Johann Kaspar Grubenmann) и его жены Катарины Югстер (Katharina Eugster). 
Семья жила в крайне стесненных обстоятельствах, и мальчику приходилось вносить свой вклад в её благосостояние уже в школьные годы. Благодаря стипендии и помощи друзей он смог завершить свое образование, и в 1874 году получил диплом сертифицированного учителя естественных наук в Швейцарском федеральном технологическом институте (ныне Швейцарская высшая техническая школа Цюриха). В том же году он был избран профессором химии, минералогии и геологии в кантональной школе города Фрауэнфельд, где работал в качестве ректора с 1880 по 1888 год.
Одновременно Грубенманн проводил петрографические полевые работы в вулканическом районе Хегау, Германия, а также в Альпах. Он посетил вулканические районы Италии и некоторое время учился в Мюнхене (1875–1876) и Гейдельберге (1886). В 1886 году получил докторскую степень в Цюрихском университете, защитив диссертацию о базальтах в Хегау. Два года спустя он получил звание привет-доцента Цюрихского университета и после смерти Г. А. Кеннготта стал профессором минералогии и петрографии, а также директором Минералогического и петрографического института Технологического института и Цюрихского университета. Он также был деканом философского факультета (1896–1898) в Цюрихском университете; руководителем отдела естественных наук (1907–1909) и ректором (1909–1911) в Технологическом институте.
В отставку Иоганн Ульрих Грубенманн вышел в отставку в 1920 году, но оставался активным учёным. В 1920 году в должности профессора минералогии и петрографии в Университете Цюриха и Высшей технической школе Цюриха Грубенманна сменил его ученик Пауль Ниггли, проработавший на этих должностях до конца жизни.
В 1921 году он основал журнал Schweizerische mineralogische und petrographische Mitteilungen, который он редактировал до своей смерти.
Умер 16 марта 1924 года в Цюрихе.

### Семья
В 1876 году Иоганн Ульрих Грубенманн женился на Иде Каролаине Баумер (Ida Caroline Baumer); она умерла в 1880 году, через месяц после рождения их сына Макса Альфреда (Max Alfred). Он женился во второй раз в 1881 году на Лизетте Августе (Lisette Augusta) и у них родились: сын Макс Карл (Max Carl) и дочь Ида Клара (Ida Clara).